# Schwedischer Lapphund
Der Schwedische Lapphund ist eine von der FCI anerkannte schwedische Hunderasse (FCI-Gruppe 5, Sektion 3, Standard Nr. 135), die zu den Lapphunden gezählt wird.

## Herkunft und Geschichtliches
Der Schwedische und der Finnische Lapphund haben gemeinsame Vorfahren und wurden aus Hunden gezüchtet, die einst von nomadischen lebenden Lappen und Samen im Norden Europas gehalten wurden. Die widerstandsfähigen und ausdauernden Hunde werden zur Jagd und beim Hüten und Bewachen der Rentierherden, die über Jahrhunderte die Lebensgrundlage dieser Völker bildeten.

## Verwendung
Noch heute wird die Rasse als Hütehund eingesetzt. Sie ist mittlerweile nicht nur in ihrer Heimat Schweden auch als Begleithund sehr beliebt.

## Wesen
Der eigentlich wenig aggressive Hund neigt aber dazu, bei Fremden sehr bellfreudig zu sein, was in der Regel durch eine frühe Sozialisation eingeschränkt werden kann.